# Волянка (річка)
Воля́нка — річка в Україні, в межах Самбірського району Львівської області. Права притока Блажівки (басейн Дністра). 

## Опис
Довжина 12 км, площа басейну 28 км². Річка частково гірського типу. Долина переважно неширока, глибока, місцями порізана балками. Річище слабозвивисте. 

## Розташування
Волянка бере початок у лісовому масиві, на південний захід від села Звір, між північно-східними відногами Верхньодністровських Бескидів. Тече переважно на північний схід. Впадає до Блажівки на південний схід від села Блажева. 
Над Волянкою розташовані села: Звір, Воля-Блажівська та Волянка. 